# Gods (datorspel)
Gods är ett dator/TV-spel från 1991 utvecklat av Bitmap Brothers, där huvudpersonen i Hercules. Spelet utkom först till Amiga och Atari ST och överfördes senare till andra versioner.

### Fotnoter
1. ↑  Compute! Issue 147 / december 1992 / sida 104 från http://www.atarimagazines.com